# 波も涙も暖かい
『波も涙も暖かい』（なみもなみだもあたたかい、A Hole in the Head）は、1959年のアメリカ合衆国の映画。

## 概要
数々の名作を手掛け、「巨匠」と称されたフランク・キャプラが約8年ぶりに製作も兼ねて監督したコメディ映画である。また、本作がキャプラにとって初めてのカラー映画となった。
出演はフランク・シナトラやエドワード・G・ロビンソン、エリノア・パーカーなど。
シナトラの日本語吹き替えを多く担当した家弓家正は、演じて楽しかったシナトラ作品に本作を挙げている。
第32回アカデミー賞では、本作の主題歌「High Hopes」（サミー・カーン作詞、ジェームズ・ヴァン・ヒューゼン作曲）が歌曲賞を受賞。後に、1960年アメリカ合衆国大統領選挙では立候補したジョン・F・ケネディのキャンペーン・ソングとなった。

## キャスト
※括弧内は日本語吹替（初回放送1971年10月18日『月曜ロードショー』DVD収録）
- トニー：フランク・シナトラ（家弓家正）
- マリオ：エドワード・G・ロビンソン（滝口順平）
- エロイース：エリノア・パーカー（武藤礼子）
- シャーロ：キャロリン・ジョーンズ（増山江威子）
- ソフィー：セルマ・リッター（京田尚子）
- ジェリー：キーナン・ウィン
- ドリーヌ：ジョイ・ランシング
- アルヴィン：エディ・ホッジス（菅谷政子）
- アリス：ジョイス・ニザーリ
- フレッド：ダブ・テイラー
- エイブ：ベニー・ルービン
- サリー：ルビー・ダンドリッジ
- ジュリアス：ジェームズ・コマック

## スタッフ
- 監督：フランク・キャプラ
- 製作：フランク・キャプラ
- 原作：アーノルド・シュルマン
- 脚本：アーノルド・シュルマン
- 撮影：ウィリアム・H・ダニエルズ
- 音楽：ネルソン・リドル、サミー・カーン、ジェームズ・ヴァン・ヒューゼン